# Forsviksån
Forsviksån är ett vattendrag som går från sjön Viken i Västergötland till Vättern. Viken tar upp vatten från sjöarna Örlen i söder och Unden i norr, båda i Västergötland. Forsviksåns totala avrinningsområde är 911 km², vilket gör det till Vätterns största tillflöde. (Bland övriga tillflöden till Vättern kan nämnas Huskvarnaån och Tabergsån).